# Jorge Ibargüengoitia
Jorge Ibargüengoitia Antillón, né le 27 janvier 1928 à Guanajuato (Mexique) et mort le 27 novembre 1983 à Mejorada del Campo, est un écrivain et dramaturge mexicain.

## Biographie
Il remporte un grand succès avec ses récits satiriques, notamment Las Muertas (Les Mortes), Dos Crimenes (Deux crimes), et Los Relámpagos de Agosto. Parmi ses pièces, Susana y los Jóvenes et Ante varias esfinges remontent toutes deux aux années 1950. En 1955, Ibargüengoitia reçoit une bourse Rockefeller pour faire des études à New York ; cinq ans plus tard, il remporte le prix littéraire de la ville de Mexico.
Dans ses romans, il s'inspire souvent d'événements réels, qu'il traite d'une façon sardonique. Dans Los Relámpagos de Agosto (1964), il transforme les mythes de la révolution mexicaine de 1910 en chaos de dessins animés - ce livre lui vaut le prix cubain Casa de las Américas, en dépit ou à cause de la consternation causée par sa légèreté. Dans Les Mortes (Las Muertas, 1977), il traite du plus horrible fait divers de son État de naissance : l'histoire des sœurs Delfina & María de Jesús González, deux tenancières de bordel, chez qui on retrouva 91 cadavres en 1964. Enfin, dans Les Conspirateurs (Los pasos de López, 1981), il se moque de l'épisode le plus célèbre de la guerre d'indépendance du Mexique, le Grito de Dolores de 1810 et ses suites. Ibargüengoitia lui-même connut une fin tragique, au retour d'un voyage à Paris, dans l'accident du Vol 011 Avianca à Madrid, le 27 novembre 1983. Dans le même appareil se trouvaient le poète péruvien Manuel Scorza, le critique uruguayen Ángel Rama, l'universitaire argentine Marta Traba et 176 autres personnes.
La ley de Herodes (1967) est un recueil de nouvelles, dont la plupart sont clairement inspirées d'événements de sa propre vie. Il décrit notamment la difficulté d'avoir un prêt immobilier à Mexico et son expérience à la maison internationale de l'Université Columbia. Comme ses romans, ces nouvelles combinent farce, épisodes sexuels et humour. "Estas ruinas que ves" est une farce basée sur des détails de la vie universitaire à Guanajuato, encore actuels au début du XXIe siècle. La sonnerie de cloches déconcertant un orateur, la coupure du ruban d'inauguration d'un musée, les personnalités culturelles qui se connaissent depuis la maternelle, etc. "Maten al leon", situé sur une île imaginaire, évoque Guanajuato (ou peut-être la société mexicaine tout entière) ; les détails sont comiques, mais la fin est sombre.

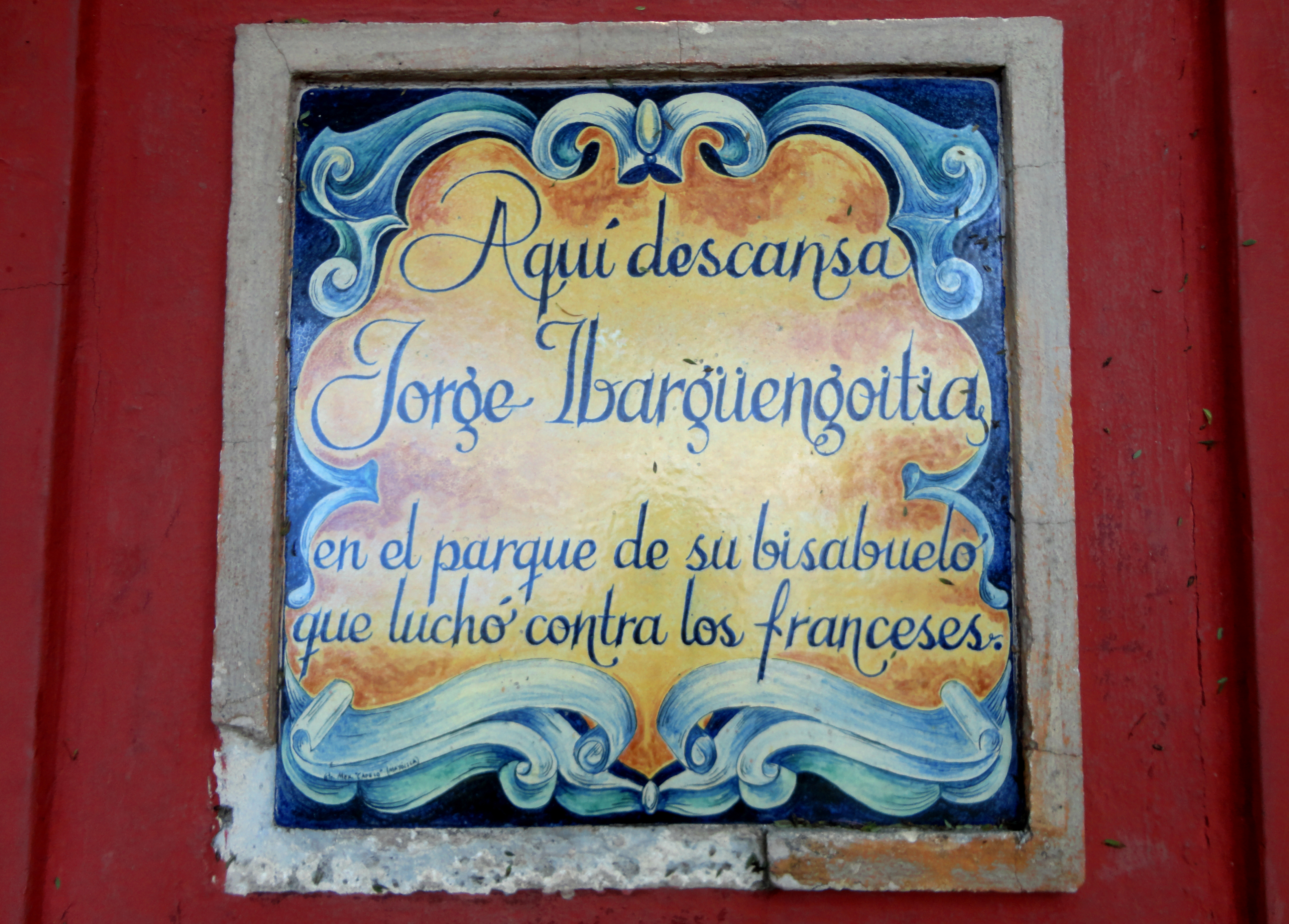
Tombe de Jorge Ibargüengoitia.

Ibargüengoitia était aussi connu pour sa chronique hebdomadaire dans le journal Excélsior de Mexico ; ces chroniques ont été rassemblées en une demi-douzaines de volumes.
L'écrivain aurait déclaré qu'il ne souhaitait pas faire rire, qu'il pensait que le rire était une perte de temps. Il est enterré à Antillon Park à Guanajuato, où une plaque émaillée marque l'emplacement de ses restes. Elle porte simplement ces mots (en espagnol) : « Ici repose Jorge Ibargüengoitia, dans le jardin de son arrière-grand-père qui combattit les français. »

## Œuvre

### Théâtre
- Susana y los jóvenes (1954)
- La lucha con el ángel (1955)
- Clotilde en su casa, como Un adulterio exquisito (1955). Publicada, en Teatro mexicano del siglo XX. Méexico: Fondo de Cultura Económica, 1956
- Ante varias esfinges (1959) Publié en français sous le titre Face à quelques sphynx, Aubervilliers, Éditions Le Miroir qui fume, coll. « Théâtre mexicain du XXe siècle », 2010  (ISBN 978-2-915802-08-5)
- El viaje superficial (1960) - Publicada en Revista Mexicana de Literatura, junio-septiembre, 1960
- El atentado - Premio Casa de las Américas 1963
- La conspiración vendida (1975)
- Los buenos manejos (1980)

Édition en 3 volumes :
- Obras de Jorge Ibargüengoitia. Teatro I. Contiene: «Susana y los jóvenes», «Clotilde en su casa» y «La lucha con el ángel». México: Joaquín Mortiz, 1989
- Obras de Jorge Ibargüengoitia. Teatro II. Contiene: «Llegó Margó», «Ante varias esfinges» y tres piezas en un acto: «El loco amor viene», «El tesoro perdido» y «Dos crímenes». México: Joaquín Mortiz, 1989
- Obra de Jorge Ibargüengoitia. Teatro III. Contiene: «El viaje superficial», «Pájaro en mano», «Los buenos manejos», «La conspiración vendida» y «El atentado». México: Joaquín Mortiz, 1990

### Romans
- Los relámpagos de agosto (1965)
- Maten al león (1969) Publié en français sous le titre Le tyran meurt au quatrième coup, Paris, Le Tripode, 2016  (ISBN 978-2-37055-080-4)
- Estas ruinas que ves (1975) Publié en français sous le titre Ces ruines que tu vois, Paris, Phébus, coll. « D'aujourd'hui. Étranger », 2001  (ISBN 2-85940-708-1)
- Las muertas (1977) Publié en français sous le titre Les Mortes, Paris, Belfond, coll. « Littératures étrangères », 1984 ; réédition, Paris, Gallimard, coll. « Série noire » no 2410, 1996  (ISBN 2-07-049446-2)
- Dos crímenes (1979) Publié en français sous le titre Deux crimes, Paris, Gallimard, coll. « La Noire », 1993  (ISBN 2-07-073327-0)
- Los conspiradores (1981) ; réédition sous le titre Los pasos de López (1982) Publié en français sous le titre Les Conspirateurs, Paris, Phébus, coll. « D'aujourd'hui. Étranger », 2000  (ISBN 2-85940-602-6)

### Recueils de nouvelles
- La ley de Herodes y otros cuentos (1967)
- Piezas y cuentos para niños (1990)
- El ratón del supermercado y... otros cuentos (2005)
- El niño Triclinio y la bella Dorotea (2008)

### Recueils d'articles
- Viajes en la América Ignota (1972)
- Instrucciones para vivir en Mèxico (1990)
- La casa de usted y otros viajes (1991)

### Essais
- Teatro mexicano contemporáne (1957)
- Sálvese quien pueda (1975) ; édition augmentée en 2000

## Adaptations

### Au cinéma
- 1977 : Maten al león, film mexicain réalisé par José Estrada, adaptation du roman éponyme.
- 1979 : Estas ruinas que ves, film mexicain réalisé par Julián Pastor, adaptation du roman éponyme.
- 1994 : Dos crímenes, film mexicain réalisé par Roberto Sneider (es), adaptation du roman éponyme.

### À la télévision
- 1991 : Maten al león, téléfilm mexicain réalisé par Jorge Alí Triana, adaptation du roman éponyme